# Raymonde Vergauwen
Raymonde Elise Florentina Vergauwen oder Raymonda Elise Florentina Vergauwen (* 15. März 1928 in Sas van Gent, Niederlande; † 5. April 2018 ebenda) war eine belgische Schwimmerin und Europameisterin 1950.

## Karriere
Raymonde Vergauwen wuchs an der niederländisch-belgischen Grenze auf und begann in Sas van Gent mit dem Schwimmsport. Sie wechselte dann zur Koninklijke Gentse Zwemvereniging nach Gent in Belgien. Von 1949 bis 1953 und 1955 gewann sie den belgischen Meistertitel im 200-Meter-Brustschwimmen. Bei den Europameisterschaften 1950 in Wien gewann sie den Europameistertitel auf dieser Strecke vor den Niederländerinnen Lies Bonnier und Jannie de Groot.
Bei den Olympischen Spielen 1952 in Helsinki trat Vergauwen nach einer Krankheit nicht in Bestform an. Sie erreichte zwar das Halbfinale, verpasste aber als Elftbeste den Finaleinzug um drei Sekunden.
1960 beendete sie endgültig ihre aktive sportliche Laufbahn, blieb dem Sport aber als Jurymitglied verbunden. Im Zivilberuf war sie Chefsekretärin in der Glasfabrik ihrer Heimatstadt.